# Ситушкин, Иван Павлович
Иван Павлович Ситушкин (1922—1989) — советский хозяйственный, государственный и политический деятель, Герой Социалистического Труда.

## Биография
Родился в 1922 году в. Член КПСС.
С 1936 года — на хозяйственной, общественной и политической работе. В 1936—1975 гг. — подпасок, учётчик по племенному делу в зоотехническом кабинете, и. о. бригадира, участник Великой Отечественной войны, старшина в узле связи при Ставке Верховного Главнокомандования, бригадир племенного молочного совхоза «Караваево» Костромского района Костромской области.
Указом Президиума Верховного Совета СССР от 12 июля 1949 года присвоено звание Героя Социалистического Труда с вручением ордена Ленина и золотой медали «Серп и Молот».
Умер в селе Поддубное в 1989 году.